# Wieke Dijkstra

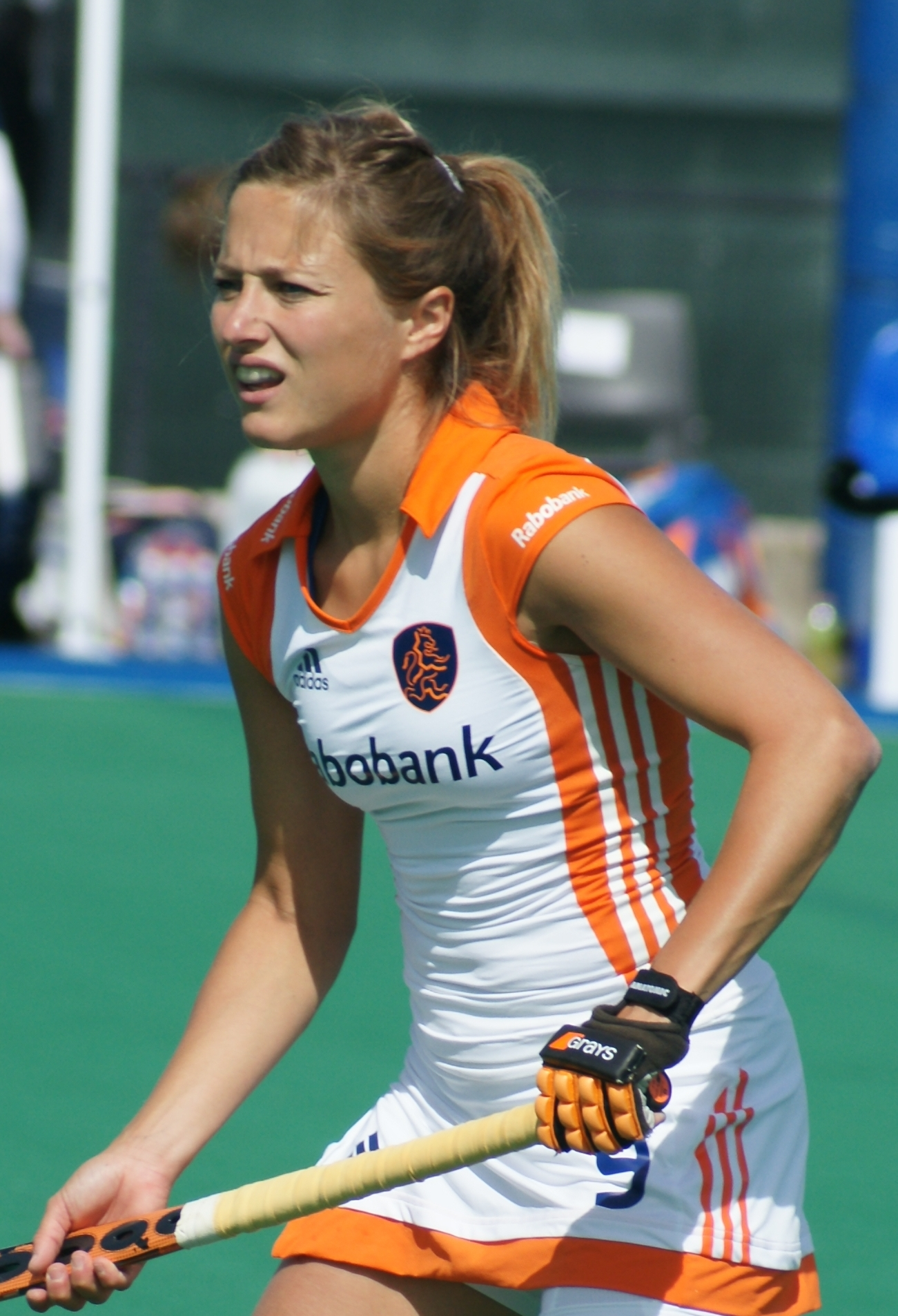
Wieke Dijkstra (2009)

Wieke Elisabeth Henriëtte Dijkstra (* 19. Juni 1984 in Amsterdam) ist eine ehemalige niederländische Hockeyspielerin. Sie gewann mit der niederländischen Nationalmannschaft die olympische Goldmedaille 2008 und war Weltmeisterin 2006, Weltmeisterschaftszweite 2010 sowie Europameisterin 2009.

## Sportliche Karriere
Die 1,62 m große Mittelfeldspielerin wirkte in 124 Länderspielen mit, in denen sie 10 Tore erzielte.
Dijkstra debütierte 2003 in der Nationalmannschaft und absolvierte acht Länderspiele, kehrte dann aber erst 2006 in die Nationalmannschaft zurück. Bei der Weltmeisterschaft 2006 in Madrid gewannen die Niederländerinnen ihre Vorrundengruppe vor den Spanierinnen. Im Halbfinale siegten sie gegen die Argentinierinnen mit 3:1, mit dem gleichen Ergebnis gewannen sie den Titel gegen die Australierinnen. Dijkstra wurde in fünf von sieben Spielen eingesetzt und war auch im Finale dabei. Bei der Europameisterschaft 2007 in Manchester bezwangen die Niederländerinnen im Halbfinale die spanische Mannschaft mit 3:0. Im Finale unterlagen sie der deutschen Mannschaft mit 0:2. Im Jahr darauf bei den Olympischen Spielen 2008 in Peking gewannen die Niederländerinnen ihre Vorrundengruppe vor den Chinesinnen. Nach einem 5:2-Halbfinalsieg gegen Argentinien trafen die Niederländerinnen im Finale erneut auf die Chinesinnen und gewannen mit 2:0. Dijkstra war in allen sieben Partien dabei und erzielte in der Vorrunde ein Tor.
Bei der Europameisterschaft 2009 in Amstelveen gewannen die Niederländerinnen ihre Vorrundengruppe mit drei Siegen 24:0 Toren, darunter zwei Toren von Wieke Dijkstra. Nach einem 5:0-Halbfinalsieg über die Spanierinnen bezwangen die Niederländerinnen im Finale die deutsche Mannschaft mit 3:2. Im Jahr darauf fand in Rosario die Weltmeisterschaft 2010 statt. Die Niederländerinnen gewannen ihre Vorrundengruppe vor der deutschen Mannschaft und bezwangen im Halbfinale das englische Team nach Siebenmeterschießen. Im Finale unterlagen die Niederländerinnen den Argentinierinnen mit 1:3. Im Juli 2011 trat Dijkstra letztmals international für die Niederlande an.
Auf Vereinsebene spielte Wieke Dijkstra ab 2003 für den Larensche Mixed Hockey Club.